# Art Jove
Art Jove fue una revista publicada en Barcelona entre 1905 y 1906.

## Publicación
De periodicidad quincenal y editada en Barcelona, su primer número apareció el 15 de diciembre de 1905. Fue dirigida por Sebastià Xanxó y se imprimía en la imprenta “La Catalana” situada en la calle Balmes. Respecto al formato, tenía unas dimensiones de 221 x 140 mm y costaba 15 céntimos de peseta. Desapareció el 31 de octubre de 1906, con un total de 22 números publicados.

## Temas y colaboradores
La revista estaba dedicada a las artes, las ciencias y la literatura. En la página inicial los autores dicen que la intención de Art jove es aportar su grano de arena en el renacimiento de la lengua catalana. La revista publicaba escritos en prosa y verso, la mayoría de los cuales estaban escritos por jóvenes escritores ya conocidos.
Los colaboradores de la revista fueron Gabriel Alomar, Artur Masriera, Emili Vallès, Miquel R. Ferrà, J. Oliva Bridgmann, Pere Prat Gaballí, entre otros. En cuanto a los ilustradores cabe destacar a I. Smith. La cabecera de la revista estaba ilustrada por A. Moya.